# Dueholmskolen
Dueholmskolen er en folkeskole beliggende Duevej 9 i den sydvestlige del af Nykøbing Mors. Den blev indviet i august 1969, og havde i skoleåret 2016/17 986 elever fra 4. til 10. klasse. Dette gør den til Morsø Kommunes største.
Siden skoleåret 2015/16 har alle klasser fra 7. til og med 10. klasse på hele Mors været samlet på skolen. Øens tre andre folkeskoler på Mors; MC Holm Skolen, Syd Mors Skolen og Øster Jølby Skole fungerer som fødeskoler til Dueholmskolen.